# 大城子街道
大城子镇，是中华人民共和国辽宁省朝阳市喀喇沁左翼蒙古族自治县下辖的一个乡镇级行政单位。

## 行政区划
大城子镇下辖以下地区：
民族社区、昌盛社区、胜利社区、健康社区、西村、大五家子村、小双庙村、小城子村和洞上村。